# Киндери
Киндери (Киндерь, тат. Киндерле, Kinderle, МФА: [kindɘrˈlɘ]) — деревня в Советском районе Казани.

## География
Киндери расположены на севере Советского района, на реке Киндерке, севернее посёлка Дербышки.

## История
Существовала ещё в период Казанского ханства. Ранее года была дворцовой деревней, в 1566 году принадлежала князю Гагарину, в 1567 году разные части деревни принадлежали жалованному толмачу Четвертаку Конышеву и Злобе Еропкину. С 1585 года по послушной грамоте деревня Киндери стала принадлежать Зилантову монастырю.
По второй ревизии 1728 года, в деревне проживало 104 души мужского пола, относившихся к сословию монастырских крестьян.  Четвёртая ревизия 1781 года выявила в деревне 83 ревизскую душу экономических крестьян.
В начале XX века деревня относилась к приходу села Высокая Гора Собакинской волости. Кроме сельского хозяйства жители деревни занимались пчеловодством, кузнечным и кожным промыслами (выделка сафьяна), изготавливали колёса для телег, уходили на заработки в города; дети обучались в земской школе, открытой в 1884 году.
Во время Гражданской войны деревня неоднократно переходила из рук в руки. В ночь с 6 на 7 августа Народная Армия КомУча взяла Казань, а уже к 8 августа красные отступили к Высокой Горе. 22 августа белогвардейцы попытались овладеть Высокой Горой, однако красные перешли в контрнаступление и в тот же день вошли в Киндери. 31 августа атаки белогвардейцев и чехословаков заставили красных отступить к Высокой Горе. 5 сентября деревня окончательно перешла под контроль красных.
В период с начала 1960-х до начала 1990-х гг. на северо-западной окраине посёлка Казанской ПМК-124 треста «Татмелиоводстрой» были построены несколько 2-4-х этажных многоквартирных домов. В 1993 году все эти дома были переданы на баланс коммунального предприятия исполкома Высокогорского райсовета.
С середины XIX века до 1924 года деревня Киндери входило в Собакинскую (Калининскую) волость Казанского уезда Казанской губернии (с 1920 года — Арского кантона Татарской АССР). После введения районного деления в Татарской АССР в составе Воскресенского (Казанского, 1927-1938), Юдинского (1938-1950), Высокогорского (1950-1963, 1965-1998) и Пестречинского (1963-1965) районов. В 1998 году присоединена к Советскому району Казани.

## Население
| 1646  | 1859  | 1897  | 1920 | 1927 | 1938  | 1949  |
| ----- | ----- | ----- | ---- | ---- | ----- | ----- |
| 189   | ↗418  | ↗672  | ↗772 | ↗884 | ↗1274 | ↗1317 |
| 1958  | 1970  | 1989  |      |      |       |       |
| ↘1085 | ↗1361 | ↗1883 |      |      |       |       |

## Улицы
- Азина (тат. Азин урамы, Azin uramı) — главная улица посёлка. Названа в честь Владимира Азина (1895-1920), командовавшим во время битвы за Казань т.н. «Арской группой» красных, ведшей бой с белыми к северо-востоку от Казани. Начинаясь от реки Киндерка, закачивается у транспортной развязки с автодорогой М7 «Волга».
- Азатлык (тат. Азатлык урамы, Azatlıq uramı). Бывшая Набережная улица; современное название присвоено решением Казанской городской думы от 11 июня 2009 года.[16] Начинаясь недалеко от реки Киндерка, пересекает улицы Терновая и Тылсым и заканчивается пересечением с улицами Медовая, Мирсая Амира и Водстрой.
- Арская (тат. Арча урамы, Arça uramı). Названа постановлением Главы администрации г. Казани №489 от 9 апреля 2002 года.[17] Начинаясь от дома №1 по Арской улице, пересекает Арский переулок и заканчивается пересечением с безымянным проездом.
- Арский переулок (тат. Арча тыкрыгы, Arça tıqrığı). Названа постановлением Главы администрации г. Казани №489 от 9 апреля 2002 года.[17] Начинаясь от улицы Мирсая Амира, заканчивается пересечением с Арской улицей.
- Асылъяр (тат. Асылъяр урамы, Asılyar uramı). Названа постановлением Главы администрации г. Казани №489 от 9 апреля 2002 года.[17] Начинаясь от улицы Лачын, заканчивается, немного не доходя до автодороги М7 «Волга».
- Верхний 1-й переулок (тат. 1 нче Верхний тыкрыгы, 1 nçe Yuğarı tıqrıq). Начинаясь от Дорожной улицы, пересекает улицы Рабочая, Нагорная и Мичурина, и заканчивается пересечением с Нижней улицей.
- Верхний 2-й переулок (тат. 2 нче Югары тыкрык, 2 nçe Yuğarı tıqrıq). Начинаясь от Дорожной улицы, пересекает улицу Мичурина, и заканчивается пересечением с Нижней улицей.
- Водстрой (тат. Водстрой урамы, Vodstroy uramı). Начинаясь от дома №1 по улице Водстрой, заканчивается пересечением с улицами Азатлык, Медовая и Мирсая Амира .
- Дорожная (тат. Юл урамы, Yul uramı). Начинаясь от 1-го Верхнего переулка, пересекает 2-й Верхний переулок, улицы Мичурина и Степная и заканчивается, немного не доходя до реки Киндерка.
- Карьерная (тат. Карьер урамы, Karyer uramı). Начинаясь от дома №1 по улице Карьерная, заканчивается пересеченим с улицей Мичурина.
- Лачын (тат. Лачын урамы, Laçın uramı). Названа постановлением Главы администрации г. Казани №489 от 9 апреля 2002 года.[17] Начинаясь недалеко от реки Киндерка, идёт вдоль неё, затем поворачивает на восток, пересекает улицу Асыляр и заканчивается пересеченим с улицей Мирсая Амира.
- Медовая (тат. Бал урамы, Bal uramı). Начинаясь от перекрёстка с улицами Азатлык, Водстрой и Мирсая Амира, заканчивается, немного не доходя до реки Киндерка.
- Мирсая Амира (тат. Мирсәй Әмир урамы, Mirsäy Ämir uramı). Названа постановлением Главы администрации г. Казани №489 от 9 апреля 2002 года в честь Мирсая Амира (1907-1980) — прозаика и драматурга и журналиста, заслуженного деятеля искусств ТАССР, лауреата Государственной премии им. Г. Тукая.[17] Начинаясь от перекрёстка с улицами Азатлык, Водстрой и Медовая, пересекает улицу Лачын и Арский переулок и заканчивается пересечением с безымянным проездом.
- Мичурина (тат. Мичурин урамы, Miçurin uramı). Названа в честь биолога и селекционера Ивана Мичурина (1855-1935). Начинаясь от улицы Дорожной, пересекает улицу Карьерную, переулки Мичурина, 2-й и 1-й Верхние, улицу Энтузиастов и заканчивается недалеко от транспортной развязки на пересечении улицы Азина и автодороги М7 «Волга».
- Мичурина переулок (тат. Мичурин тыкрыгы, Miçurin tıqrığı). Начинаясь от улицы Мичурина, заканчивается пересечением с Нижней улицей.
- Нагорная (тат. Тау өсте урамы, Taw öste uramı). Начинаясь от 1-го Верхнего переулка, прерывается на пересечении с улицей Энтузиастов; затем вновь начинается от улицы Рабочей, пересекает её же и заканчивается недалеко от транспортной развязки на пересечении улицы Азина и автодороги М7 «Волга».
- Нижняя (тат. Түбән урам, Tübän uram). Начинаясь от улицы Азина, пересекает переулки 1-й Верхний, 2-й Верхний и Мичурина, заканчивается, немного не доходя до реки Киндерка.
- Рабочая (тат. Эш урамы, Eş uramı). Начинаясь от 1-го Верхнего переулка, пересекает улицы Энтузиастов, Нагорная и 2-я Рабочая и заканчивается пересечением с улицей Нагорная.
- Рабочая 2-я (тат. 2 нче Эш урамы, 2 nçe Eş uramı). Начинаясь от домов 2А и 2Б по одноимённой улице, заканчивается пересечением с улицей Рабочая.
- Степная (тат. Дала урамы, Dala uramı). Начинаясь пересечения с улицей Шоссейная, заканчивается пересечением с улицей Дорожная.
- Терновая (тат. Күгән урамы, Kügän uramı). Начинаясь от улицы Азатлык, заканчивается, немного не доходя до реки Киндерка.
- Тылсым (тат. Тылсым урамы, Tılsım uramı). Начинаясь недалеко от реки Киндерка, заканчивается пересеченим с улицей Азатлык.
- Энтузиастов (тат. Энтузиаслар урамы, Entuziaslar uramı). Начинаясь недалеко от улицы Мичурина, пересекает Нагорную улицу и заканчивается пересеченим с Рабочей улицей.

## Известные уроженцы
- Геннадий Еврюжихин — советский футболист, бронзовый призёр Олимпийских игр 1972 года.[18]
- Лидия Аверьянова — гребчиха, трижды чемпионка мира по академической гребле (1983, 1985, 1986).[19]
- Радик Тагиров — российский серийный убийца и грабитель.[20]